# Betlehem
Betlehem (arabisk: بيت لحم, Bayt Lahm = "Kødets hus", og hebraisk: בֵּית לֶחֶם, tr. bet lechem = "brødets hus", nu bet lachm) er en by på grænsen mellem Israel og Palæstina, omkring 7 km syd for Jerusalem. Den har omkring 20.000 indbyggere. I 1947 var 80 % af byens befolkning kristne arabere, men som følge af bl.a. udvandring er den kristne befolkningsandel nu på ca. 20 %, mens ca. 80 % er muslimer. Udvandringen af kristne er i de senere år taget mærkbart til, dels som følge af byens dårlige økonomiske situation.
Ifølge Bibelen (nærmere bestemt  Matthæusevangeliet og Lukasevangeliet i Det nye testamente) er byen Jesu fødeby. 

Den mest berømte bygning er Fødselskirken i byens sydøstlige ende. Den første kirke på stedet blev bygget af Konstantin den Store i 300-tallet ovenpå en grotte hvor Jesus ifølge traditionen skal være født. (Evangelierne taler ikke om nogen grotte.) Den nuværende kirke er fra 500-tallet og dermed blandt verdens ældste kirkebygninger.